# Belebato
Belebato ist ein historischer Stadtteil der osttimoresischen Landeshauptstadt Dili im Verwaltungsamt Nain Feto. Er liegt im Suco Bemori, im Osten der Aldeia Nu'u Badac. Die Ostgrenze bildet das Flussbett des Mota Bidau, die Nordgrenze die Travessa de Jambolão (ehemals Rua Sgt. Lobato), die Südgrenze die Avenida 20 de Maio und die Westgrenze die Rua de Nú-Badak.